# Valentine Delwart
Valentine Delwart (7 augustus 1979) is een Belgische politica voor de MR.

## Levensloop
Valentine Delwart is de dochter van ondernemer Jean-Pierre Delwart en een achternicht van ondernemer Jean-Marie Delwart. Haar betovergrootmoeder was een zus van Ernest Solvay. Ze studeerde rechten aan de Facultés universitaires Notre Dame de la Paix in Namen en de Université catholique de Louvain en Europees recht aan de Universiteit Gent.
Van 2003 tot 2004 was ze juridisch raadgever op het kabinet van Waals minister van Binnenlandse Aangelegenheden en Openbaar Ambt Charles Michel (MR) en vervolgens van 2004 tot 2007 zijn parlementair medewerker wanneer hij Kamerlid was en van 2007 tot 2011 woordvoerder wanneer hij minister van Ontwikkelingssamenwerking was. Sinds 2011 is ze secretaris-generaal van de MR.
Delwart is sinds 2006 gemeenteraadslid van Ukkel, waar ze sindsdien ook schepen is.
Sinds 2013 is ze onafhankelijk bestuurder van gasnetwerkbeheerder Fluxys. Bovendien was ze van 2013 tot 2018 bestuurder van de NMBS en van 2007 tot 2018 vervangend bestuurder van Brutélé. Ze is ook bestuurder van Solvac, de grootste aandeelhouder van chemiemultinational Solvay.